# Арсамаков, Исраил Магомедгиреевич
Исраи́л Магомедгире́евич Арсама́ков (род. 8 февраля 1962, Грозный) — советский тяжелоатлет, чемпион СССР и Европы, призёр чемпионата мира, олимпийский чемпион 1988 года (Сеул, Южная Корея), Заслуженный мастер спорта СССР (1988 год).

## Биография
Окончил факультет физической культуры Грозненского педагогического института, преподаватель. Выступал за «Динамо» (Грозный). Первый олимпийский чемпион Чечено-Ингушетии. В середине 1990-х годов был президентом Федерации тяжёлой атлетики России.
Успешно занимался вольной борьбой, собирался и дальше заниматься этим видом спорта. Но однажды его тренер Асланбек Дзгоев заметил, что Исраилу штанга даётся лучше, чем борьба. Он отвёл его в зал тяжёлой атлетики к известному тренеру Ибрагиму Кодзоеву. С этого момента началась его карьера штангиста.
С его участием была написана книга «Штангист Исраил Арсамаков», автор Александр Скляренко. Является инициатором Кавказских и Ингушских игр.

## Достижения
- Чемпион Олимпийских игр 1988 года в Сеуле в среднем весе (сумма двоеборья — 377,5 кг; рывок — 167,5 кг; толчок — 210 кг).
- Серебряный призёр чемпионата мира 1986 года в Болгарии в среднем весе (сумма двоеборья — 390 кг; рывок — 177,5 кг; толчок — 212,5 кг).
- Чемпион Европы 1986 года в среднем весе (сумма двоеборья — 382,5 кг; рывок — 170 кг; толчок — 212,5 кг).
- Чемпион СССР 1985, 1986 и 1988 годов.
- Обладатель Кубка СССР 1979 и 1980 годов.
- Чемпион СССР 1979 года в рывке — 160 кг.
- Чемпион СССР 1980 года в рывке — 165 и в толчке — 197,5 кг.
- Чемпион СССР 1981 года в рывке — 172,5 кг.
- Чемпион СССР 1983 года в толчке — 222,5 кг (в категории 90 кг).
- Серебряный призёр чемпионатов СССР 1982, 1983, 1987 годов.
- Мировой рекорд в рывке — 179 кг.
- Благодарность Президента Российской Федерации (6 января 1997 года) — за высокие спортивные достижения на XXVI летних Олимпийских играх 1996 года[6].

## Семья
В 1993 году женился на Глушко Оксане Николаевне, от которой имеет 4 детей: сыновей Берса, Исмаила, Аслан-Гирея и дочь Кани.